# Tipula (Lunatipula) seminole
Tipula (Lunatipula) seminole is een tweevleugelige uit de familie langpootmuggen (Tipulidae). De soort komt voor in het Nearctisch gebied.